# اتحاد أبناء سخنين
اتحاد أبناء سخنين (بالعبرية: בני סכנין) هو فريق كرة قدم يلعب في مدينة سخنين. الفريق صنع إنجازا تاريخيا بكونه أول فريق عربي فلسطيني في دولة إسرائيل يرتقي إلى الدرجة الممتازة ويفوز بعد ذلك بسنه تقريبًا، أي بتاريخ 18 مايو 2004 بكأس الدولة حيث سحق فريق هبوعيل حيفا بأربعة أهداف مقابل هدف واحد في المباراة النهائيّة ما جعل الأقليّة العربيّة في دولة إسرائيل تحتفل حتى ساعات الصباح بالإنجاز التاريخي.
فوز فريق اتحاد أبناء سخنين أهّله للمشاركة بكأس الاتحاد الأوروبي. في الجولة الأولى للتصفيات التقى فريق اتحاد أبناء سخنين بفريق بارتيزن تيرانا الألباني، انتهى اللقاء بينهما بالنتيجة 6-1 (0-3 و 1-3) كمجموع للمباراتين وتأهل للدور التالي. في الجولة الثانية واجه فريق أبناء سخنين فريق نيوكاسل الإنجليزي. المباراة الأولى في سانت جيمس بارك هُزم فريق أبناء سخنين 2-0 نتيجة مباراة الإياب وهُزم أيضًا على ملعب رمات غان الدولي 5-1 وخرج من التصفيات.

## مواسم
في موسم 2004/2005 وُجّهت بعض الانتقادات إلى المدرّب في ذلك الوقت، إيال لحمان، وأسلوب اللعب الخشن والعدواني. بعد تتالي الخسارات قدّم أيال لحمان استقالته وتسلّم زمام الأمور المدرّب «مومو زعفران» مما جعل أسلوب لعب الفريق أقل خشونة. على الرغم من الخسائر الكبيرة نجح المدرّب مومو زعفران في مهمّته بتوجيه دفّة السفينة إلى طريق الأمان والبقاء في الدرجة العليا.
في نهاية 2005/2006 بعد ثلاثة مواسم في الدرجة العليا لم ينجح فريق اتحاد أبناء سخنين في البقاء وحبط إلى الدرجة الممتازة. ولكن غياب فريق اتحاد أبناء سخنين عن الدرجة العليا لم يدم طويلًا ففي موسم 2006/2007، حقّق الفريق السخنيني إنجازًا في ضمانه التأهّل قبل نهاية الموسم بخمس جولات قبل نهاية الموسم وعاد إلى مكانه الطبيعي في الدرجة العليا.وفي نفس الموسم تمكّن الفريق السخنيني بالإطاحة بالفريقين العريقين مكابي نتانيا ومكابي تل ابيب من مسابقة كأس الدولة بنفس النتيجة 1-2 . ما أهّله إلى دور ربع النهائي حيث تلقّى خسارة من فريق هالبوعيل تل أبيب (الحائز على الكأس في تلك السنة) بالنتيجة 3-0 .
موسم 2007/2008 كان مميّزًا حيث أنهى فريق اتحاد أبناء سخنين الموسم في المكان الرابع في الدرجة العليا، ممّا أهّله إلى كأس الإنترتوتو الأوروبي. نجاح الفريق أدّى إلى طلب غير مسبوق على لاعبي الفريق ممّا أدّى إلى انتقال إثنين من نجوم الفريق في ذلك الموسم «ميئور بوزاغلو» و«إيليا يابوريان» إلى صفوف فريق مكابي تل أبيب كما وانتقل المدرّب «إليشع ليفي» مع نجم الوسط «جون كولما» إلى صفوف فريق مكابي حيفا. ضمن مسابقة كأس الإنترتوتو ألأوروبي تغلّب فريق أبناء سخنين على فريق رينوفا المقدوني بالنتيجة 3-1 كمجموع نتائج المبارتين. واجه الفريق السخنيني ضمن تصفيات الجولة الثالثة فريق ديبورتيفو لاكرونيا الإسباني. في مباراة الذهاب التي عقدت في استاد كريات اليعيزر في حيفا هُزم الفريق السخنيني بالنتيجة 1-2، وفي مباراة الإياب في ملعب ريازور هُزِم الفريق السخنيني بالنتيجة 0-1 ممّا أدى به للخروج من المسابقة.
احتلّ الفريق السخنيني المكان التاسع في الدرجة العليا في موسم 2008/2009، كما وخرج من المنافسة على الكأس بخسارته بالنتيجة 1-0 في دور ربع النهائي أمام فريق مكابي نتانيا.
احتلّ الفريق السخنيني المكان السابع في موسم 2009/2010 في الدوري، كما وخرج من المنافسة على كأس الدولة من دور ثمن النهائي بالنتيجة 2-1 أمام النادي الرياضي اشدود.
نجى الفريق السخنيني بإشراف المدرّب «ماركو بالبول» من الهبوط إلى الدرجة الممتازة في نهاية موسم 2010/2011، حيث احتلّ المركز الثالث عشر من لائحة الدوري.
أنهى الفريق السخنيني بإشراف المدرّب «شلومي دورا» الموسم في مركز اللائحة وبالتحديد في المكان الثامن.

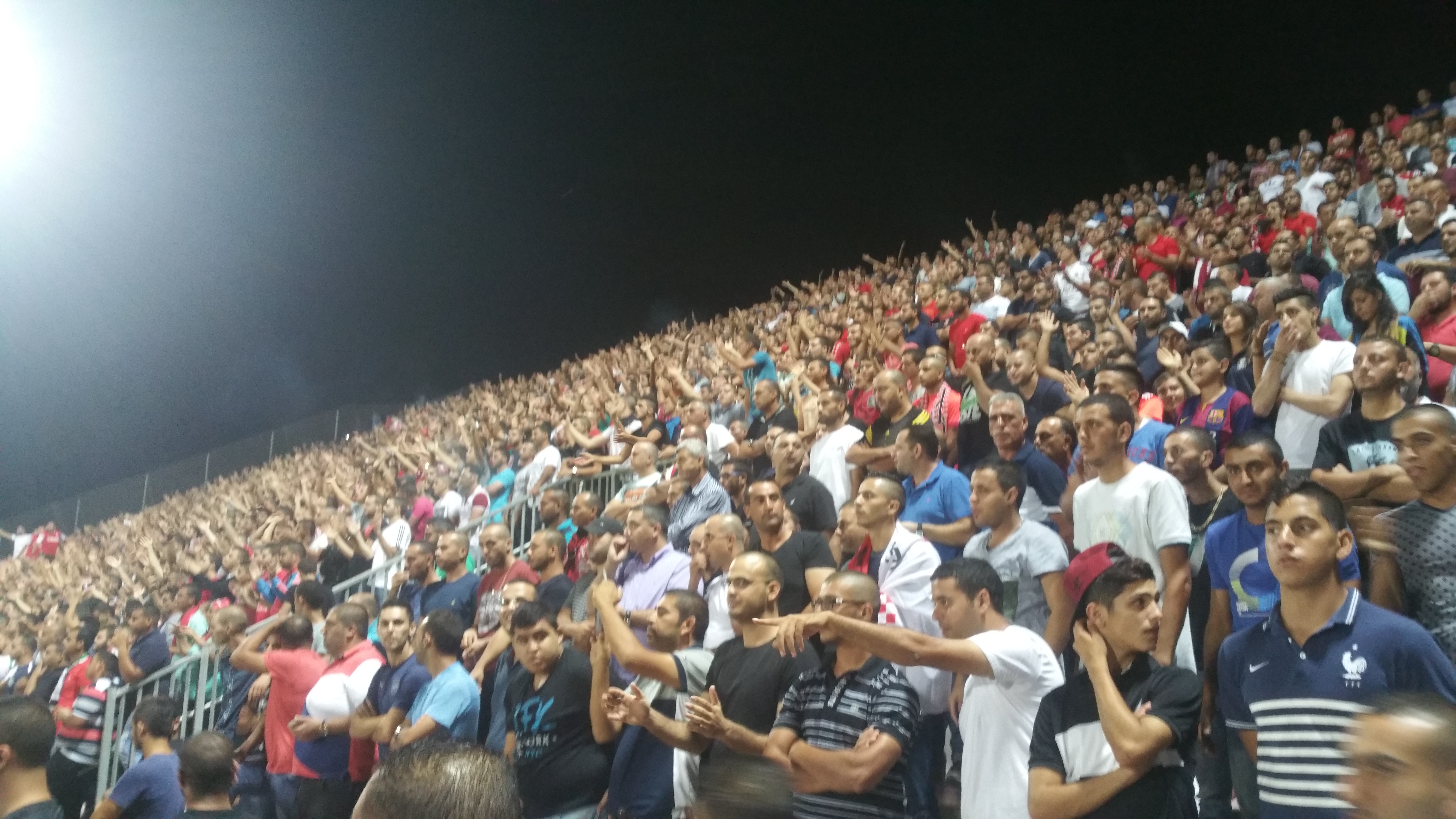
مشجعي اتحاد أبناء سخنين، ستاد الدوحة، سخنين 2015

واصل «دورا» تدريبه للفريق أيضا في موسم 2012/2013، لكنه أُقيل قبل نهاية الدوري بست جولات وبعد أن غاص الفريق في قاع اللائحة وكان مهددا بالهبوط، وإستبدله المدرّب «ماركو بالبالبول» الذي عاد لينقذ الفريق السخنيني من الهبوط. نجح الفريق السخنيني في مهمّة واحتلّ المركز الثاني عشر من اللائحة.
في موسم 2013/2014 ينافس اتحاد أبناء سخنين فرق القمة ويتواجد الآن في «البلي اوف» العلوي
مع بداية موسم 2014/2015 تم اقالة المدرب ماركو بلبول رغم نجاحه مع الفريق وتعيين المدرب جاي ليفي بدلا له..وصل الفريق بقيادة المدرب الجديد لربع نهائي كاس التوتو)كاس الدوري) قبل افتتاح الدوري وهزم على يد مكابي حيفا 6-4 بمجموع المباراتين. .وقد ابدى اللاعبون مهارات عالية لن يخيب المدرب الجديد ظن الجمهور في استعادة النجاح من الموسم السابق

## الملعب
حتى موسم 2005/2006 نافس فريق اتحاد أبناء سخنين في الدرجة العليا بدون ملعب بيتي، لعدم وجود ملعب بيتي يستوفي جميع متطلّبات الدرجة العليا في المدينة. أمّا اليوم، فالملعب البلدي لفريق اتحاد أبناء سخنين هو إستاد الدوحة، الذي مُوِّل جزئيا من قِبل الحكومة القطريّة وكَرَد جميل سمّي على اسم العاصمة القطريّة، الدوحة.

## كادر الفريق
محتلن حتى: 4 أكتوبر 2010
ملاحظة: تشير الأعلام إلى المنتخب الوطني على النحو المحدد في قواعد الأهلية للفيفا. قد يحمل اللاعبون أكثر من جنسية واحدة غير تابعة للفيفا.
| الرقم | البلد       | المركز | اللاعب       |
| ----- | ----------- | ------ | ------------ |
| 1     | إسرائيل     | حارس   | اساف راز     |
| 22    | دولة فلسطين | حارس   | محمود قنديل  |
| 5     | إسبانيا     | مدافع  | إبراهيم فاس  |
| 6     | إسرائيل     | مدافع  | تامبي سغس    |
| 7     | إسرائيل     | مدافع  | محمد زبيدات  |
| 9     | إسرائيل     | مهاجم  | جود وورد     |
| 10    | إسرائيل     | وسط    | رمزي صفوري   |
| 11    | إسرائيل     | وسط    | يوفال ابيدور |
| 12    | إسرائيل     | وسط    | نير ليكس     |
| 13    | إسرائيل     | مدافع  | ايهاب شامي   |
| 14    | إسرائيل     | وسط    | ايهاب غنايم  |

| الرقم | البلد       | المركز | اللاعب          |
| ----- | ----------- | ------ | --------------- |
| 15    | دولة فلسطين | وسط    | خالد خلايلة     |
| 18    | دولة فلسطين | مدافع  | علي عثمان       |
| 19    | إسرائيل     | مهاجم  | غنطوس مارون     |
| 23    | إسرائيل     | مدافع  | محمد بدارنه     |
| 24    | إسرائيل     | مهاجم  | شيمش عيدان      |
| 25    | البرازيل    | مدافع  | سيلفا مانديرسون |
| 27    | البرازيل    | وسط    | رودريغو انطونيو |
| 29    | إسرائيل     | وسط    | امير خلايلة     |
| 52    | البرازيل    | وسط    | جورجينيو        |
| 77    | إسرائيل     | وسط    | سراج نصار       |

## وصلات خارجية
- الموقع الرسمي